# Гелимер
Гелимер, Желимир, краљ Вандала и Алана од 530. до 534, је био последњи владар северноафричког краљевства Вандала. Гелимер је био праунук великог вандалског краља Гејсериха и после свог рођака Хилдериха био је најстарији мушки члан краљевске династије. Пошто је у Вандалској краљевини важило начело сениоријата, Гелимер је отворено сматран за Хилдериховог наследника. Док је Хилдерих важио за исувише романизованог и меканог владара, Гелимер је неговао представу о својим традиционалистичким врлинама. Када су се берберска племена побунила 530. године, Хилдерих је послао свог рођака да угуши побуну. Гелимер је био успешан, али је затим своју новостечену славу употребио да придобије вандалску аристократију и свргне Хилдериха.
Византијски цар Јустинијан I, је затражио ослобађање његовог савезника Хилдериха, а затим је објавио рат Вандалима позивајући се на званичан циљ враћања Хилдериха на престо. Јустинијанов подухват је пажљиво планиран: извесни Римљанин Пуденције је подигао устанак против вандалске власти у Триполију, граду најближем границама Царства, и убрзо је малена римска експедиција заузела град Года. Гот у служби вандалског краља и намесник Сардиније, је такође подигао побуну и Гелимер је главнину флоте послао да гуши побуну. Међутим, највећи ударац Вандалима је била експедиција под командом војсковође Велизара. Око 16 000 римских војника се искрцало између Суса и Сфакса и на вест о њиховом приспећу Гелимер је неразборито погубио Хилдериха. Сада је Велизар легитимно могао да захтева успостављање византијске власти у Африци. Гелимер је затим покушао да на Византинце почаље истовремено три војске и притисне их ка обали. Међутим, прву војску, предвођену његовим братом Аматом, Велизар је потпуно уништио, док се друга разбежала након јуриша око 600 Велизарових хунских коњаника. Најзад, 13. септембра 533. и Гелимер је поражен у бици на петнаестак километара од Картагине (битка Ad Decinum=на десетој миљи од Картагине). Након тога, Велизар је ушао у Картагину, али је Гелимерова позиција и даље била снажна. Његов брат Цацон се вратио са војском са Сардиније, успео је да одржи савезништво са неким берберским поглаварима и најзад, поткупио је Велизарове Хуне. Када је Гелимер пресекао водовод који је добрим делом снабдевао Картагину водом, Велизар је решио да му поново наметне отворену битку. Средином децембра 533. Велизар је угрозио Гелимеров логор који је био постављен тридесет миља (око 45 km) од Картагине (битка код Ad Tricamarum) и након тога кратки јуриш коњице је решио битку у корист византијске стране. Цацон је са још око 800 Вандала убијен у сукобу, док се Гелимер склонио у планине јужне Нумидије. Када је покоравање Вандалске краљевине завршено, њен последњи краљ се предао Велизару у марту 534. године. Пре предаје тражио је само три ствари: сунђер да покупи своје сузе због губитка краљевине, бели хлеб, јер га није окусио од бекства у Нумидију и лиру, да испева песму о вандалској пропасти коју је управо саставио.
У лето 534. године Велизар је са својим угледним заробљеницима и огромним ратним пленом отпловио у Константинопољ. Гелимер, огрнут пурпурним плаштом, у друштву најплеменитијих и најнаочитијих Вандала, вођен је у Велизаровом тријумфу. Церемонија се завршила тако што је ритуално лишен пурпура и натеран да падне на ничице пред Јустинијаном и Теодором. Цар је био задивљен Гелимером и понудио му је достојанство патрикија уколико се одрекне аријанства. Међутим, Гелимер је остао веран вери типичној за Вандале и цар га је послао у малоазијску провинцију Галатију. Тамо је последњем краљу Вандала даровано велико имање на коме је провео остатак живота. Није познато када је Гелимер преминуо.